# Towa Carson
Birgit Rose-Marie Anlert, ogift Carlsson, känd som Towa Carson, född 31 mars 1936 i Klosters församling i Eskilstuna, Södermanlands län, är en svensk sångerska.

## Biografi
Vid 18 års ålder vann hon Bildjournalens och folkparkernas amatörtävling. Hon upptäcktes av orkesterledaren Seymour Österwall, som engagerade henne till Nalen i Stockholm och gav hennes artistnamnet Towa (efter hennes fars smeknamn på henne) Carson (amerikaniserad variant av efternamnet Carlsson). Därefter, 1956–1957, var hon vokalist i Leif Kronlunds jazziga dansorkester på Skansen.

### Skivsuccéer
Towa Carson hade skivsuccéer redan på 1950-talet – På en öde ö i havet (1957) och Tammy (1958) – och var en av 1960-talets populäraste schlagersångerskor. Sin riktigt första storsäljare fick hon 1959, då De tre klockorna gick direkt in på 4:e plats på branschtidningen Showbusiness försäljningslista i december. Framgångarna fortsate med Sjöman,  Sista dansen, Pepito, Personality och Varför är solen så röd. Sammanlagt hade hon 25 låtar på Svensktoppen, bland andra Jag måste ge mig av (1964 - 17 veckor på listan som bäst etta) , svensk text av Peter Himmelstrand till Gotta Travel On, originalet inspelat 1959 av Billy Grammer), Alla har glömt,  Guantanamera, Det är så skönt att sjunga, Kazachock, Surra surra och Casablanca.
Hon framträdde ofta tillsammans med sångaren Lasse Lönndahl. Deras duetter Visa mig hur man går hem och En lilja är vit blev stora grammofonsuccéer, som klättrade på svensktoppslistan.
Towa Carson fick flera anbud från Tyskland och USA, men hon tackade nej. Hon ville inte ens bosätta sig i Stockholm utan har hela tiden varit trogen sin hemstad Eskilstuna, där hon bor än idag. Efter storhetstiden på 1960-talet har hon framträtt mer sporadiskt, exempelvis i Allsång på Skansen 2004. 
Towa Carson har även dubbat bland annat katten Sassy i filmen Den otroliga vandringen 2 - På rymmen i San Francisco

### Melodifestivalen och sista åren på scenen
Carson sjöng två av bidragen i 1967 års Melodifestival: Alla har glömt och Vem frågar vinden. De slutade fyra respektive femma i resultatlistan. 2010 framförde hon Alla har glömt i mellanakten under Melodifestivalsfinalen. 
Hon återvände till Melodifestivalen 1968 med bidraget Du vet var jag finns, vilken slutade på tredje plats. 
Det dröjde ända till 2004 innan Carson återvände till tävlingen, då tillsammans med Ann-Louise Hanson och Siw Malmkvist och bidraget C'est la vie, skrivet av Thomas G:son. De tävlade i semifinal tre i Umeå den 6 mars, där de fick 97 407 röster, vilket innebar en finalplats. I finalen i Globen slutade de på tionde och sista plats med endast sju poäng. Under den andra deltävlingen av Melodifestivalen 2013 återförenades trion under mellanakten för att framföra just C'est la vie samt nyskrivna Pensionär - en humoristisk version av Popular på svenska.
Carsons 80-årsdag, 31 mars 2016, uppmärksammades i dagstidningarna. men tillkännagav då att det var hennes absolut sista turné.
2020 medverkade Carson i andra chansen med Siw Malmkvist och Ann-Louise Hanson i Melodifestivalens hall of fame-konsert med tidigare kända bidrag i ett medley. Efter andra chansen-succén berättade hon att hon lämnar scenen efter 66 år. 

### Privatliv
Hon är änka efter Bengt Anlert (1934–2018), som tillsammans med sin tvillingbror Björn spelade fotboll i Allsvenskan för AIK, har inga barn och är bosatt i  byn Kullersta i Vallby socken utanför Eskilstuna.